# Jezioro Papowskie
Der Jezioro Papowskie ist ein See in der polnischen Landgemeinde Papowo Biskupie im Powiat Chełmiński in der Woiwodschaft Kujawien-Pommern.
An seinem südöstlichen Ende liegt der Ort Papowo Biskupie. Westlich in 1 km Entfernung verläuft die Droga krajowa 91.
Der mit zahlreichen Buchten ausgestattete See ist maximal 240 Meter breit und 850 Meter lang. Seine Größe wird mit 31,0 bis 35,6 ha angegeben. Der durchschnittlich 1,7 Meter und maximal 4,2 Meter tiefe See liegt auf einer Höhe von 80,1 bis 80,2 Meter über NN.